# Веверице (род)
Веверица (лат. Sciurus) род је глодара из истоимене породице (Sciuridae).

## Карактеристике
Веверица је дуга око 45 cm, заједно са репом, а тешка 300-400 грама. Има прекрасан реп, дуг и обрастао дугачком, густом длаком. Служи јој као кормило кад скаче кроз ваздух, као и за одржавање равнотеже док јури по гранама дрвећа. Има врло снажне секутиће, који јој непрекидно расту тако да је, да би их истрошила, присиљена да глође и грицка по цео дан. Дуго се задржавају на дрвећу па су им удови прилагођени пењању. На шапама има пет прстију, размештених као прсти на нашој шаци и може лако да хвата предмете и да се хвата за разна упоришта. Помоћу дугачких, шиљатих канџи вешто се пење по деблима и гранама дрвећа и стрмоглавце спушта. Дугачке задње шапе јој служе за скокове од неколико метара. Њено крзно је лепе црвенкасто смеђе боје а беле с трбушне стране. Некима је лети крзно тамно попут угља. Зими постаје сиво. На усправним ушима имају праменчић длака. Веверице су живахне дневне животињице доброг слуха, вида и њуха. Праве гнезда и склоништа у која сакупљају храну за зимски период.

## Станиште
Веверица живи на храсту, бору, јели и букви, у сеновитим и влажним шумама. Распрострањене су у читавој Европи, Азији и Америци, нема их само у Аустралији и на Мадагаскару. Кад наступи зима повлачи се у гнездо које је округло и изгледа као велика лопта.
Најраширенија је европска веверица (лат. Sciurus vulgaris)

## Храна
Веверице се хране семеном, плодовима, гусеницама, сасвим младим птицама и јајима, чак и стрвинама, а глођу и кору дрвећа, па могу бити и штетне. Ипак највише воли жир, лешнике и орахе. Док једе, обично седи на задњим шапицама, са репом савијеним дуж леђа. Залогаје приноси устима предњим шапама, зубићима прегризе кору и онда прстима вади садржај. Веома је радознала и нема кутка у шуми који неће истражити. По цео дан трага за жиревима које скупља и сакрива у дупље дрвета које јој служи као остава. Зими одлази у оставу и једе храну коју је спремила.

## Размножавање
Женка се коти лети два пута и окоти од 3 до 7 младих. Кад се окоте, мале веверице су слепе, голе и слабашне. У топлини гнезда и под великом пажњом мајке, почињу се развијати, добијати крзно, и шапице им постају чвршће. Кад наврше месец дана престају да сисају мајчино млеко и почињу да се хране воћем и семеном као одрасле. Тада их мајка изводи из гнезда за прве подуке. Убрзо науче да се пењу по стаблима и да одржавају равнотежу репом. После неколико месеци савладају све вештине, напуштају мајку и почињу самосталан живот.

## Занимљивост
Веверице не могу да оболе од беснила, нити могу бити преносиоци ове болести.

## Галерија
- Веверица у једном парку у Хјустону